# Celler Cooperatiu de Cornudella de Montsant
Celler Cooperatiu de Cornudella de Montsant és un edifici de Cornudella de Montsant (Priorat) declarat bé cultural d'interès nacional.

## Descripció
Es tracta d'un edifici de planta aproximadament rectangular, de planta baixa i soterrani en el cos principal i de diferents nivells a la part posterior, corresponents a dependències i usos múltiples. Fou bastit sobre una fossa, que facilita la construcció i permet l'accés directe al soterrani, amb arcs de descàrrega parabòlics i voltes de maó de pla "a la catalana". L'interior té cups diversos amb una cabuda d'11.000 hectòlitres situats a banda i banda. Un segon cos, situat transversalment en la zona intermèdia, també de dues plantes, es destina a l'elaboració i un tercer cos, només de planta baixa, a la part posterior conté les tremuges. Una porxada protegeix la façana posterior. Les són a dues aigües amb teula sobre encavallada de fusta, exceptuant el moll de descàrrega, cobert a una sola aigua.
La façana principal -majoritàriament de pedra vista, com la totalitat de les altres façanes- destaca per la seva composició ordenada en tres nivells segons les textures i els materials utilitzats: un primer nivell o sòcol de pedra en què s'integren les finestres baixes de ventilació i la porta d'accés amb arc de mig punt; separat pel rètol hi ha un segon nivell, de parament estucat, amb un gran finestral triforat; un tercer nivell és el coronament de l'edifici.
És especialment notable l'estructura de la planta inferior formada per un conjunt d'arcs parabòlics de maó i rajola, i també l'ús de la pedra vista a la façana que enllaça amb el paisatge i amb els antecedents culturals de la població.

## Història
El Celler Cooperatiu de Cornudella de Montsant està situat a peu de carretera, a l'entrada del poble. Va ser construït entre 1919 i 1922 per l'arquitecte Cèsar Martinell i Brunet, per encàrrec del Sindicat Agrícola de Cornudella, que veia en aquest edifici un signe de prosperitat. Hi van actuar com a col·laboradors el tècnic enòleg Isidre Campllonch i l'especialista oleícola Emili Rovirosa
El celler de vi havia de tenir una capacitat per a 18.000 Hl i també hi havia d'haver un molí d'oli. El 1920, la Junta del Sindicat Agrícola, per temor que la cabuda prevista fos excessiva, va demanar a Martinell que reduís la capacitat a 11.000 Hl, però conservant la traça arquitectònica i tot allò inicial.
El projecte inicial aprofitava la fondalada que hi havia entre la carretera i el camí posterior, a un nivell més alt, per estalviar l'excavació de terres per als dipòsits subterranis de cups que, així, van quedar en superfície.
Una vegada construïts els cups de la planta inferior i acabada l'estructura del celler, es van adonar que no calia haver reduït la capacitat original. Per solucionar-ho, Martinell va projectar uns cups de major capacitat per a la planta superior.
La torre dipòsit que s'havia de construir a la part posterior de l'edifici, no s'arribà a fer.
El projecte d'aquest celler incorpora les quatre novetats tècniques (constructives i de tecnologia de producció vitivinícola) que es van convertir en invariants pròpies de l'obra de Cèsar Martinell en gairebé tots els seus cellers. Aquestes invariants es concreten en: la construcció de l'estructura de les naus basada en els arcs parabòlics de maó, la situació de les finestres per a la ventilació de les naus, els cups subterranis cilíndrics i separats per cambres aïllants ventilades, i la composició i textures de les façanes.
Pel que fa a la tipologia, el procés de producció del vi s'organitza en tres àrees: el moll de descàrrega, la nau d'elaboració i les naus de tines o cups, tipologia que, amb les variants d'organització longitudinal o transversal i d'adaptació a la topografia del terreny es va repetint en tots els altres cellers, introduint en aquest cas la innovació d'una planta subterrània amb estructura d'arcs parabòlics.
Aquest edifici, i en conjunt els cellers d'aquesta època, representen la manifestació arquitectònica visible del que va ser el cooperativisme agrari a Catalunya a final del segle xix i inici del XX, moviment que, malauradament, va quedar interrumput per la Guerra Civil.